# Tomorrow (Amanda Lear)
Tomorrow è il terzo singolo della cantante francese Amanda Lear, pubblicato il 28 giugno 1977 come terzo estratto dall'album I Am a Photograph.

## Descrizione
Il singolo è stato prodotto da Anthony Monn. Autori del brano Tomorrow sono la stessa Amanda Lear e Rainer Pietsch.  Nel testo, una donna chiede a un uomo se vuole un appuntamento con lei e la richiesta, sebbene il testo sia in inglese, viene fatta, a eccezione della parola tomorrow (cioè "domani"), in francese, sfruttando la rima di voulez-vous? ("Vuole?") con rendez-vous ("appuntamento"). Nello stile musicale, si evincono influenze dei Boney M. e della disco music prima maniera del Philadelphia Sound.
Il disco esce in numerose varianti a seconda del paese in cui viene pubblicato. Il lato B dell'edizione italiana, pubblicata dalla Polydor nel 1977, così come di quella cilena pubblicata dalla Ariola nel 1980 (che riporta i titoli tradotti in spagnolo), è il brano The Lady in Black. L'edizione francese pubblicata sempre nel 1977 dalla Eurodisc/Arabella, riporta come lato B una versione in francese del brano Alphabet, intitolata Mon Alphabet (Prélude En C By J.S. Bach) .
L'edizione portoghese pubblicata lo stesso anno dalla Ariola e quella brasiliana pubblicata dalla RCA, riportano entrambe sul lato B il brano Queen of Chinatown e così l'edizione spagnola pubblicata nel 1978 dalla Ariola, tuttavia con il titolo tradotto in spagnolo La reina del barrio chino. L'edizione giapponese pubblicata sempre dalla Ariola nel 1978, riporta sul lato B il brano Pretty Boys, mentre un'edizione polacca della Tonpress su 7" flexy-disc del 1978 riporta la sola Tomorrow incisa su un solo lato.
Nel 1988 Amanda Lear incide una versione punk rock intitolata Tomorrow (Voulez vous un rendez vous) assieme al gruppo punk emiliano dei CCCP - Fedeli alla linea, pubblicata in 7" dalla Virgin con sul lato B il brano Inch'Allah - Ça va, anch'esso cantato in francese da Amanda Lear assieme ai CCCP. Il singolo è stato pubblicato nel 1988, in formato 7" e 12" dalla Virgin Dischi, e ristampato il 15 aprile 2016, dalla Universal Music Group, ma sempre su etichetta Virgin Dischi e nel solo formato 7", in occasione del Record Store Day. Il brano, non incluso in nessun album dei CCCP, appare invece nella raccolta in doppio CD del 1994 Enjoy CCCP e, più tadi, in quella di Amanda Lear del 2002 DivinAmanda.
Nel 1998 Amanda Lear ha registrato una nuova versione di Tomorrow per l'album Back in Your Arms, che consiste di ri-registrazioni di suoi vecchi successi. Nel 2008 ha inoltre ri-registrato Tomorrow di nuovo, questa volta in versione salsa, per l'album Amour tojours, di fatto una versione aggiornata del suo album del 2006 With Love.
Amanda Lear ha pubblicizzato Tomorrow attraverso numerose apparizioni televisive e la traccia divenne una delle maggiori hit dell'era disco. Il brano è forse il più conosciuto della Lear e partecipò a Un disco per l'estate 1977. Il singolo ha raggiunto il 1º posto nella classifica italiana nell'ottobre del 1977, risultando il 13° singolo più venduto dell'anno e rimanendo l'unico numero 1 in classifica dell'intera carriera della cantante.

## Videoclip
Amanda Lear ha realizzato numerosi videoclip di Tomorrow. Un video realizzato in blue screen con due ballerini sullo sfondo, è stato prodotto per la trasmissione televisiva Musikladen, ora disponibile nel box di 3 DVD Das beste aus dem Musikladen Vol. 1, released in 2012. Il video è diretto da Michael Leckebush. Un altro videoclip è stato prodotto per la trasmissione televisiva italiana Odeon. Tutto quanto fa spettacolo. Il filmato mostra Amanda Lear che canta la canzone all'interno di un palazzetto dello sport, circondata da giovani uomini che giocano a pallacanestro.
Un altro video è stato girato nel 1982, anch'esso utilizzando la tecnica del blue screen. Questo video presenta la cantante all'interno di una gabbia dorata, vestita in una tuta leopardata con un enorme stick di rossetto sullo sfondo. Il video è stato trasmesso il 31 dicembre del 1982 all'interno della trasmissione televisiva italiana Premiatissima, condotta dalla stessa Amanda Lear. Il video è stato utilizzato un'ultima volta nel 1983 all'interno dello speciale televisivo italiano Ma chi è Amanda?.

## Tracce
7" Polydor 1977, Italia
1. Tomorrow – 4:10 (Amanda Lear, Rainer Pietsch)
2. The Lady in Black – 3:30 (Amanda Lear, Anthony Monn)

Durata totale: 7:40
7" Eurodisc/Arabella 1977, Francia
1. Tomorrow – 4:10 (Amanda Lear, Rainer Pietsch)
2. Mon Alphabet (Prélude En C By J.S. Bach) – 4:00 (Amanda Lear, Anthony Monn, Johann Sebastian Bach)

Durata totale: 8:10
7" Ariola 1977, Portogallo, e RCA 1977, Brasile
1. Tomorrow (Amanda Lear, Rainer Pietsch)
2. Queen of Chinatown

7" Ariola 1978, Giappone
1. Tomorrow – 4:10 (Amanda Lear, Rainer Pietsch)
2. Pretty Boys – 2:55

Durata totale: 7:05
7" Ariola 1978, Spagna
1. Tomorrow (Amanda Lear, Rainer Pietsch)
2. La reina del barrio chino (Queen of China-Town) (Amanda Lear, Anthony Monn)

7" flexy-disc Tonpress 1978, Polonia
1. Tomorrow (Amanda Lear, Rainer Pietsch)

7" Ariola 1980, Cile
1. Mañana – 4:10 (Amanda Lear, Rainer Pietsch)
2. La dama de negro – 3:30 (Amanda Lear, Anthony Monn)

Durata totale: 7:40
7" Virgin Dischi 1988, Italia
1. Tomorrow (Voulez vous un rendez-vous) (testo: Amanda Lear – musica: Rainer Pietsch)
2. Inch'Allah - Ça va (CCCP - Fedeli alla linea)

## Classifiche

### Classifiche settimanali
| Classifica (1977) | Posizione |
| ----------------- | --------- |
| Italia            | 1         |

### Classifiche annuali
| Classifica (1977) | Posizione |
| ----------------- | --------- |
| Italia            | 13        |

## Cover
- Nel 2005 Eva Robin's ha registrato una cover della canzone per la compilation L’Inde le Palais - Extreme Metissage
- Nel 2006 il cantante spagnolo Pedro Marín ha eseguito una cover di Tomorrow nel suo album tributo ad Amanda Lear Diamonds, che comprende varie reinterpretazioni di brani della cantante francese.[10]
- Ivan Cattaneo ha registrato una versione di Tomorrow nel suo album del 2010 '80-e-basta!.
- Il duo italiano Les Longs Adieux nel 2020 ha pubblicato una versione di Tomorrow in chiave darkwave, inclusa l'anno successivo nell'album Greetings From Moonlight.